# Lamprofiri
I lamprofiri sono rocce filoniane femiche e alcaline a tessitura porfirica, associate con rocce intrusive di varia composizione; in molti casi rappresentano prodotti di differenziazione intrusi alla periferia delle masse magmatiche nelle ultime fasi del loro consolidamento. Caratteristica peculiare è l'assenza, tra i fenocristalli, di minerali chiari o felsici (quarzo, feldspati e feldspatoidi).

## Tessitura e composizione
I lamprofiri hanno generalmente tessitura porfirica, e gli abbondanti fenocristalli sono costituiti da mica scura (biotite o flogopite), che è il minerale caratteristico dei lamprofiri, oltre che da anfiboli, pirosseni monoclini, talvolta olivina ed apatite.
I fenocristalli mostrano evidenti segni di corrosione magmatica, e di reazione col residuo magmatico liquido in seguito cristallizzato a formare la pasta di fondo, consistenti in ingolfature dei loro contorni; in decolorazione della biotite e in granulazioni di anfibolo intorno al pirosseno. Molto comuni sono anche le forti zonature chimiche concentriche dei fenocristalli di biotite, flogopite, anfibolo e pirosseno.
I cristalli di olivina, se presenti, sono quasi sempre sostituiti da altri minerali, generalmente da carbonati (calcite, dolomite e magnesite); inoltre i lamprofiri, che hanno generalmente colore scuro per l'elevata percentuale di minerali femici, si presentano spesso profondamente alterati e sostituiti da minerali secondari come carbonati, clorite, quarzo e ossidi di ferro, probabilmente a causa di modificazioni tardive dovute ad autometasomatismo, prodotte cioè da fluidi magmatici composti da sostanze volatili, essenzialmente acqua ed anidride carbonica.
La pasta di fondo dei lamprofiri è costituita da un aggregato feldspatico microcristallino (generalmente ortoclasio, ma talvolta plagioclasio, da soli o in associazione).
Il feldspato può anche formare vaste plaghe che includono molti cristalli degli altri minerali, con struttura pecilitica; nella pasta di fondo vi sono anche cristalli più piccoli degli stessi minerali presenti come fenocristalli. La pasta di fondo può però essere totalmente o parzialmente vetrosa, oppure può essere composta da silicati a basso contenuto di silice come la melilite e l'analcime, che prendono il luogo dei feldspati nei lamprofiri provenienti da magmi sottosaturi in silice.

## Classificazione
I lamprofiri si classificavano in passato in base ai minerali femici prevalenti tra i fenocristalli, e al minerale predominante nella pasta di fondo, nel seguente modo:
- minette, con fenocristalli di biotite
- vogesite, con fenocristalli di orneblenda
- monchiquite con analcime nella pasta di fondo
- kersantite, con plagioclasio nella pasta di fondo e biotite nei fenocristalli
- spessartite, con plagioclasio nella pasta di fondo e orneblenda nei fenocristalli
- malchite o spessartite a grana fine
- camptonite, con anfiboli sodici nei fenocristalli.

La "Sottocommissione sulla sistematica delle rocce ignee" della "International Union of Geological Sciences" (IUGS) raccomanda per la classificazione l'uso della seguente tabella, che non fa distinzione tra fenocristalli e pasta di fondo, ma si basa sui rapporti tra i costituenti chiari e tra i minerali femici prevalenti.
| Costituenti chiari        | Costituenti chiari       | Minerali femici prevalenti                          | Minerali femici prevalenti              | Minerali femici prevalenti                  |
| feldspati                 | feldspatoidi             | biotite>orneblenda, ± augite diopsidica (± olivina) | orneblenda, augite diopsidica ± olivina | anfibolo bruno, Ti-augite, olivina, biotite |
| ortoclasio > pagioclasio  | -                        | minette                                             | vogesite                                | -                                           |
| plagioclasio > ortoclasio | -                        | kersantite                                          | spessartite                             | -                                           |
| ortoclasio > plagioclasio | feldspati > feldspatoidi | -                                                   | -                                       | sannaite                                    |
| plagioclasio > ortoclasio | feldspati > feldspatoidi | -                                                   | -                                       | camptonite                                  |
| -                         | vetro o feldspatoidi     | -                                                   | -                                       | monchiquite                                 |

L'alnoite e la polzenite non sono più considerate lamprofiri, ma vanno rinominate utilizzando la classificazione specifica delle rocce a melilite.

## Giacitura
La connessione dei filoni lamprofirici con corpi intrusivi a composizione granitica o in generale sialica è talora evidente dai rapporti di giacitura: i lamprofiri sono concentrati ai margini dei corpi intrusivi e spesso si irraggiano intorno ad essi, dimostrando di provenire dallo stesso serbatoio magmatico.
Inoltre i filoni lamprofirici intersecano i filoni aplitici e pegmatitici e ne sono intersecati, e sono quindi ad essi contemporanei e in un certo senso complementari, quanto a composizione mineralogica, perché contengono i minerali femici che sono assenti dalle apliti e pegmatiti.
Benché i lamprofiri siano rocce formanti in assoluta prevalenza dei filoni, non mancano esempi documentati di lamprofiri effusivi ed intrusivi. Esempio dei primi sono le lave lamprofiriche eoceniche della fossa tettonica di Colima (Messico) e quelle del Proterozoico inferiore del Gruppo del lago Baker, nei Territori del Nord-Ovest (Canada). I rari plutoni lamprofirici includono pirosseniti a biotite, uncompahgriti, turjaiti, okaiti, appiniti e waugneriti. In queste rocce flogopite ed orneblenda non compaiono come fenocristalli, ma sono presenti in una quantità sufficientemente grande da conferire, a scala macroscopica, un aspetto lamprofirico a queste rocce.

## Teorie sull'origine
Solo sul finire del XX secolo i petrologi hanno cominciato ad interessarsi seriamente dei lamprofiri. Sebbene siano state proposte varie interpretazioni per le varie suite lamprofiriche, nessuno dei modelli sembra avere una generale, universale applicazione. I punti di discussione sono le sorgenti nel mantello e i loro processi di fusione, le relazioni genetiche tra i principali tipi di lamprofiri e i legami tra processi profondi e prossimi alla superficie. In particolare non sono chiari i rapporti tra lamprofiri e le altre rocce ipoabissali di composizione andesitico/basaltica, riolitico/granitica o trachitico/sienitica. I magmi lamprofirici spesso rappresentano fusi primitivi, derivati dal mantello, che portano informazioni sui processi di contaminazione e metasomatismo che avvengono nel mantello terrestre.
I lamprofiri sono generalmente interpretati come rocce ibride, contenenti cristalli di separazione precoce uniti ad una pasta di fondo costituita da minerali cristallizzati per ultimi dal residuo magmatico fluido; i fenocristalli non erano in equilibrio col residuo fluido che consolidando ha originato la pasta di fondo, e al limite tra le due fasi sono avvenute delle reazioni di cui si osserva traccia nella roccia.
Molti studiosi negano però che i lamprofiri rappresentino un prodotto residuale della cristallizzazione dei magmi granitici, e ritengono la loro associazione coi batoliti granitici casuale o determinata dalle dislocazioni prodotte dalla messa in posto dei graniti. Spesso, infatti, le intrusioni granitiche non sono accompagnate da filoni di lamprofiri e, in altri casi, i lamprofiri sono associati con rocce intrusive di composizione diversa dai graniti.
Alcune varietà di lamprofiri sodici, come le camptoniti, sono associate anche con rocce appartenenti al gruppo dei basalti olivinici e dei loro differenziati: i lamprofiri potassici sono generalmente limitati alle regioni continentali con vaste estensioni di rocce granitiche.
Secondo Norman Levi Bowen (1887-1956) i lamprofiri rappresentano il prodotto di cristallizzazione di magmi basaltici-olivinici arricchiti di alcali ed acqua in seguito all'assimilazione di cristalli di biotite ed orneblenda, formatisi in altre parti del serbatoio magmatico.
Altri autori spiegano l'arricchimento in potassio di un magma basaltico-olivinico con la fusione differenziale dei minerali potassici di rocce granitiche, appoggiandosi al fatto che spesso i lamprofiri contengono xenocristalli di quarzo, possibili residui dell'assimilazione di rocce granitiche, e che non sono generalmente presenti in regioni oceaniche dove manca la copertura di rocce sialiche, con l'eccezione di alcuni lamprofiri sodici osservati a Tahiti.
Secondo Pentti Eelis Eskola (1883-1964) un arricchimento di un magma basaltico in anidride carbonica ed acqua, per cause imprecisate, avrebbe impedito la cristallizzazione dell'olivina e dei pirosseni, favorendo al loro posto la cristallizzazione dei minerali con ossidrili caratteristici dei lamprofiri, cioè biotite ed orneblenda.
Quasi certamente alcuni lamprofiri, come le camptoniti e le monchiquiti, si sono originati da un magma basaltico-olivinico, perché la loro composizione chimica è assai analoga a quella dei basalti nefelinici, che sono normali prodotti di differenziazione del magma basaltico-olivinico.
I lamprofiri ad elevato contenuto in potassa, nei quali abbondano la biotite e l'ortoclasio, potrebbero provenire da un'assimilazione selettiva di minerali potassici di rocce sialiche da parte di un magma basaltico.
Oggi il problema dell'origine dei lamprofiri è inquadrato nella teoria della tettonica delle placche. L'elevato contenuto di elementi minori compatibili e incompatibili insieme ai rapporti osservati tra gli isotopi di stronzio e neodimio hanno suggerito per i lamprofiri una derivazione da fusione parziale a basso grado di mantello precedentemente metasomatizzato. Secondo Tingey (1991) vene ricche di flogopite ed elementi volatili possono essersi generate nelle peridoti per mezzo di soluzioni acquose gassose risalenti nel cuneo di mantello al di sopra di una placca in subduzione. Il mescolamento in vario grado di fusi parziali di queste vene e della peridotite incassante avrebbe generato queste e altri tipi di rocce ad elevato contenuto di alcali. Secondo Awdanikiewicz (2010) ed altri autori i magmi lamprofirici a chimismo calc-alcalino derivano da sorgenti nel mantello che sono state influenzate dalla subduzione di rocce crostali o metasomatizzate da fluidi collegati alla subduzione. In un contesto post-collisionale, sciami di filoni lamprofirici si sono intrusi nella crosta superiore in prossimità di significative discontinuità tettoniche. Le variazioni petrografiche e geochimiche più pronunciate negli sciami di filoni lamprofirici si sono sviluppate nei luoghi di più intensa, voluminosa e prolungata produzione di magma nel mantello. Questo magma alimentò sistemi magmatici di lunga durata che si estesero su larghe sezioni del mantello superiore e della crosta, dall'astenosfera fino alla crosta medio/superiore. In questi sistemi varie combinazioni di mescolamento e commistione di magmi, cristallizzazione frazionata e assimilazione di componenti crostali hanno contribuito alle diversità dei magmi secondari e quindi alle variazioni petrografiche dei filoni. Tuttavia fusioni episodiche e ristrette del mantello hanno inibito lo sviluppo di sistemi magmatici evoluti con il risultato di produrre filoni petrologicamente monotoni, solo debolmente affetti da processi di differenziazione a modesta profondità.